# Estación Central
Estación Central es una comuna ubicada en el sector surponiente de la ciudad de Santiago, capital de Chile. Fue fundada en 1985 y debe su nombre a la estación ubicada en su sector oriente. Limita con la comuna de Quinta Normal al norte, Santiago al este, Cerrillos al sur, Maipú al suroeste, Pedro Aguirre Cerda al sur, Pudahuel al oeste y Lo Prado al noroeste.

## Historia

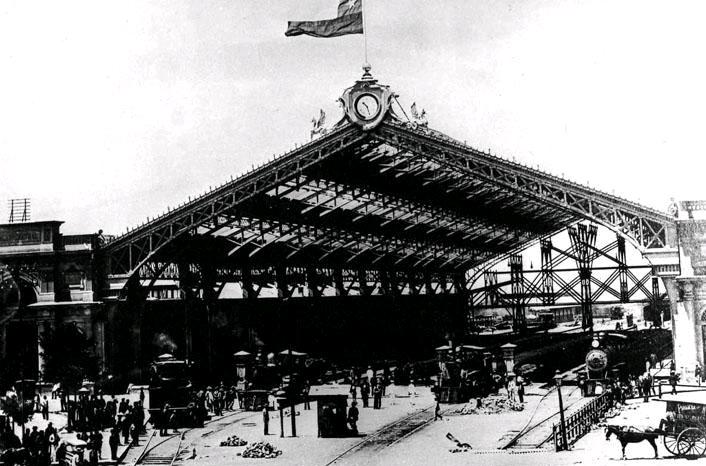
Estación Alameda a inicios del.

Estación Central antiguamente era conocida como «Chuchunco» (del mapudungún: Chuchun-co,  ‘Donde se perdió el agua’). Francisco Solano Asta-Buruaga y Cienfuegos escribió en 1867 en su Diccionario Geográfico de la República de Chile: 245  sobre el lugar:

Chuchunco.-—Caserío ó arrabal del lado del poniente de la ciudad capital de Santiago, y próximo también al O. de la estación central de los ferrocarriles de ella.

El geógrafo chileno Luis Risopatrón lo describe como una ‘aldea’ en su libro Diccionario Jeográfico de Chile, en el año 1924:: 212 

Chuchunco (Población) 33° 28' 70° 42'. Se ha formado en la antigua chacra o fundo del mismo nombre, en el lado W de la ciudad de Santiago i próxima al W de la estación de Alameda, del ferrocarril central.

Esta parte de Santiago cambió de nombre por situarse allí la Estación Central de Ferrocarriles, que surgió a finales del siglo XIX como parte de la comuna de Santiago, por estar situado a orillas de la Alameda, que es paso obligado para la entrada a Santiago, lo que le otorgó una importancia que se ha mantenido hasta hoy. Logró su autonomía municipal el 1 de febrero de 1985, siendo Raúl Alonso Mahn su primer alcalde designado. [cita requerida]
A pesar de ser una comuna ubicada en el límite con el centro de la ciudad, y cerca de los centros comerciales y financieros, algunos de sus barrios han sido aislados, por ejemplo, los del lado sur de la comuna. En ese sector se encontraba el ex Vertedero Lo Errázuriz, con más de 42 ha cercadas, también se encuentra la línea férrea, el Zanjón de la Aguada y el Canal Ortuzano, lo que hacía dificultosa la comunicación entre la zona sur de la comuna y comunas aledañas como Lo Espejo y Cerrillos. Sin embargo la apertura de la Conexión Vial Las Rejas- Avenida Suiza - Departamental ha logrado disminuir incipientemente esta condición de aislamiento.
Desde mediados de la década de 2010 la comuna ha sido frecuentemente noticia debido a la política de construcción en altura implementada bajo la administración del alcalde Rodrigo Delgado (2008-2020), puesto que han proliferado los megaedificios de más de 20 pisos de altura, algunos con unos 50 departamentos de 20 metros cuadrados por piso, donde viven hasta cinco personas en cada uno. Han sido denominados por sus críticos como "guetos verticales" debido a que generan graves problemas para sus habitantes y el entorno tales como; el colapso del sistema de alcantarillado, la sombra permanente, los problemas de prevención de riesgos, ruidos constantes, la falta de áreas verdes y espacios públicos de distensión, congestión vehicular, y sobre todo hacinamiento y mala calidad de vida para sus habitantes y para los vecinos en general.
La comuna ha experimentado un importante proceso de recepción de migrantes, estimándose, en el 2022, que configuran el 6,2% de la población total. Estos corresponden principalmente a migrantes venezolanos, haitianos, peruanos y colombianos. Este fenómeno ha crecido exponencialmente en las últimas dos décadas y ha situado a la comuna como la segunda del área metropolitana en cantidad de habitantes extranjeros, solo detrás de Santiago centro.

### Límites fronterizos
La comuna de Estación Central limita al norte con la comuna de Quinta Normal, delimitada por las calles Porto Seguro, General Velásquez y Portales. Al este, comparte frontera con Santiago, definida por las avenidas Matucana, Exposición, Ramón Subercaseaux y San Alfonso. Hacia el sureste, limita con Pedro Aguirre Cerda a lo largo del Zanjón de la Aguada. Al sur, su límite es con Cerrillos, marcado por el Canal Ortuzano y el Zanjón de la Aguada. En el suroeste, comparte límites con Maipú, también a lo largo del Canal Ortuzano. Hacia el oeste, la comuna limita con Pudahuel, separada por las calles Las Torres y Los Pajaritos. Finalmente, al noroeste, su frontera es con Lo Prado, marcada por la Ruta 68, Libertador General Bernardo O'Higgins y Las Rejas Norte.

## Medio ambiente

### Geomorfología y componentes abióticos

Trazado simplificado de los ecosistemas y cuerpos de agua presentes en la comuna de Estación Central.

La comuna de Estación Central se encuentra emplazada en la unidad geomorfológica de Cuenca de Santiago; y presenta según la clasificación climática de Köppen clima mediterráneo de lluvia invernal (Csb). Esta además se halla en la cuenca hidrográfica de río Maipo. Además, la comuna posee diversos cuerpos de agua, entre los que se destacan el Zanjón de la Aguada y el canal Ortuzano.

### Componentes bióticos
Dentro del territorio de la comuna se podrían hallar los siguientes ecosistemas; sin embargo, debido a que la totalidad de su superficie se halla urbanizada, no existen vestigios de zonas naturales sin intervención humana:
- Bosque espinoso mediterráneo interior donde predominan Acacia caven y Prosopis chilensis (Vulnerable)

### Medidas de protección ambiental y conflictos socioambientales
Hasta 2022, la comuna de Estación Central no cuenta con áreas territoriales destinadas a la protección ambiental.

## Demografía

### Barrios

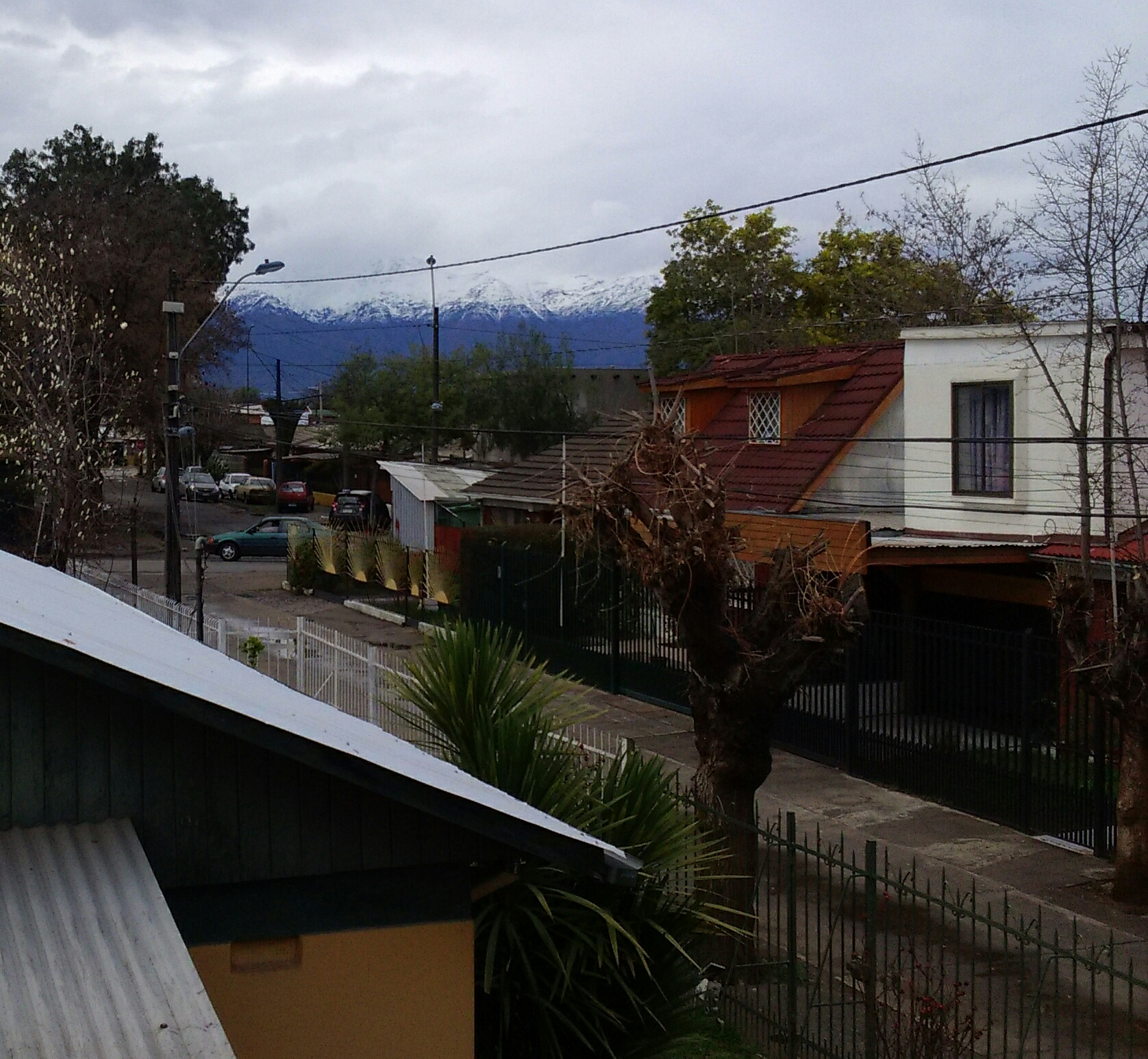
Villa España.

Algunos barrios de la comuna son:
- Barrio Araucanía
- Barrio Chuchunco
- Barrio Estación Central
- Barrio Los Nogales
- Barrio Pila del Ganso
- Barrio Usach
- Villa Valle Verde
- Villa José Cardijn
- Villa Las Parcelas
- Villa Francia
- Villa los Profesores
- Villa Las Américas
- Villa Japón
- Villa España
- Villa Los Solares de Doña Paula
- Villa Las Mercedes
- Villa O'Higgins
- Villa Brasilia 2
- Villa Suecia
- Villa Atardecer de la Alameda
- Villa Habecoma
- Villa Colombia
- Villa Corabith
- Villa Fernando Gualda
- Villa Portales
- Pobl. Robert Kennedy
- Pobl. Santiago
- Pobl. Alessandri
- Pobl. Altarcillo
- Pobl. Oscar Bonilla
- Pobl. Igualdad y Progreso
- Pobl. Los Quillayes
- Pobl. Concierto I
- Pobl. Zelada
- Pobl. Triángulo San José
- Pobl. Gabriela Mistral

## Administración

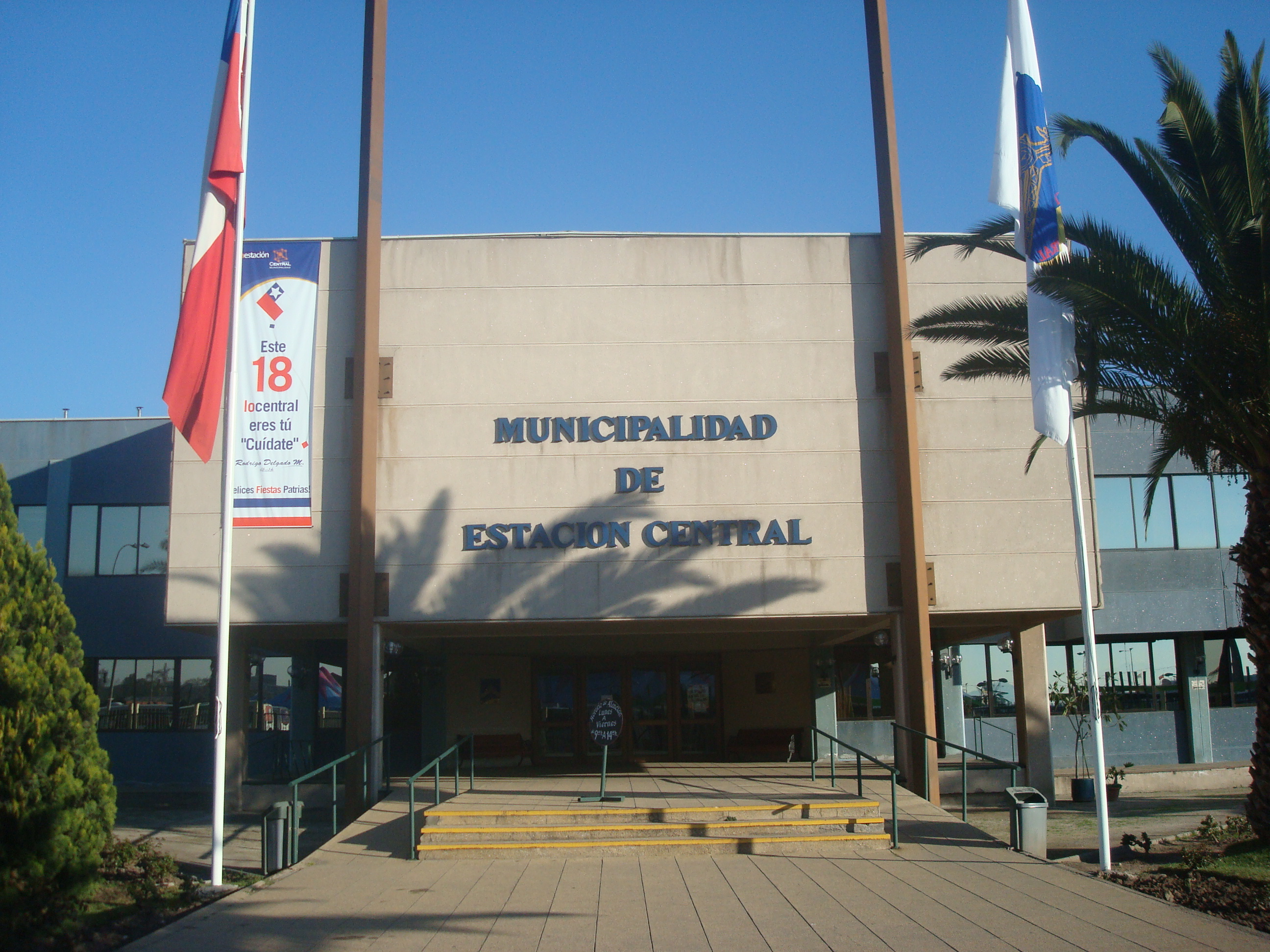
Municipalidad.

### Municipalidad
La Municipalidad de Estación Central para el periodo 2024-2028 es dirigida por el alcalde Felipe Muñoz Vallejos (Independiente-Frente Amplio) y el concejo municipal conformado por los concejales:
- Francisco Rodríguez Garrido (REP)
- Eduardo Rojas Peña (REP)
- Alejandra Sepúlveda Torres (RN)
- Evelyn Pino Retamal (UDI)
- Angélica Cid Venegas (PS)
- María Pacheco Romero (PCCh)
- Juan Araos Vásquez (FA)
- Victoria Herrera Pacheco (Independiente - FA)

### Representación parlamentaria
Estación Central forma parte del distrito electoral n.º 8 y de la Séptima circunscripción senatorial (Metropolitana). Es representada en la Cámara de Diputados del Congreso Nacional por los siguientes diputados:
Apruebo Dignidad (2)
- Carmen Hertz Cádiz (PCCh)
- Claudia Mix Jiménez (FA)

Chile Vamos (2)
- Joaquín Lavín León (UDI)
- Cristián Labbé Martínez (UDI)

Fuera de coalición:
- Alberto Undurraga Vicuña (DC)
- Agustín Romero Leiva (PRCh)

- Viviana Delgado Riquelme (PEV)

- Rubén Oyarzo Figueroa (PDG)

A su vez, en el Senado la representan Fabiola Campillai Rojas (Ind), Claudia Pascual (PCCh), Luciano Cruz Coke (EVOP), Manuel José Ossandon (RN) y Rojo Edwards (PRCh) en el periodo 2022-2030.

## Economía
En 2018, la cantidad de empresas registradas en Estación Central fue de 3.235. El Índice de Complejidad Económica (ECI) en el mismo año fue de 0,91, mientras que las actividades económicas con mayor índice de Ventaja Comparativa Revelada (RCA) fueron Transporte Interurbano de Pasajeros por Ferrocarriles (52,65), Transporte de Carga por Ferrocarriles (27,45) y Transporte Interurbano de Pasajeros Vía Autobús (27,01).

## Relaciones internacionales
La comuna de Estación Central es sede de una serie de instituciones de relaciones internacionales vinculadas a la Universidad de Santiago de Chile (USACH), tales como el Departamento de Estudios Políticos, Departamento de Relaciones Internacionales e Interuniversitarias, y el Centro de Estudios Migratorios.

## Cultura

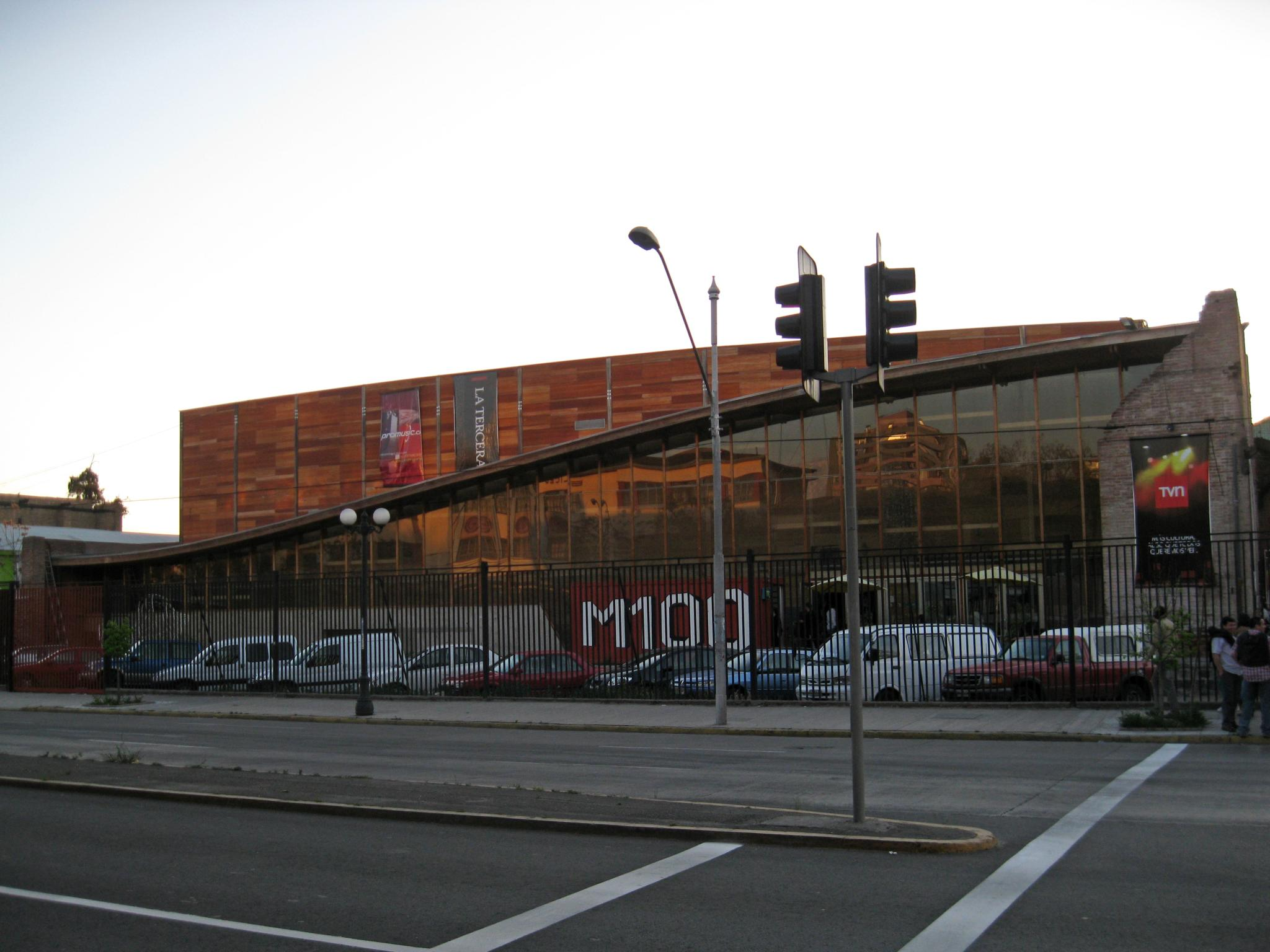
Centro Cultural Matucana 100.

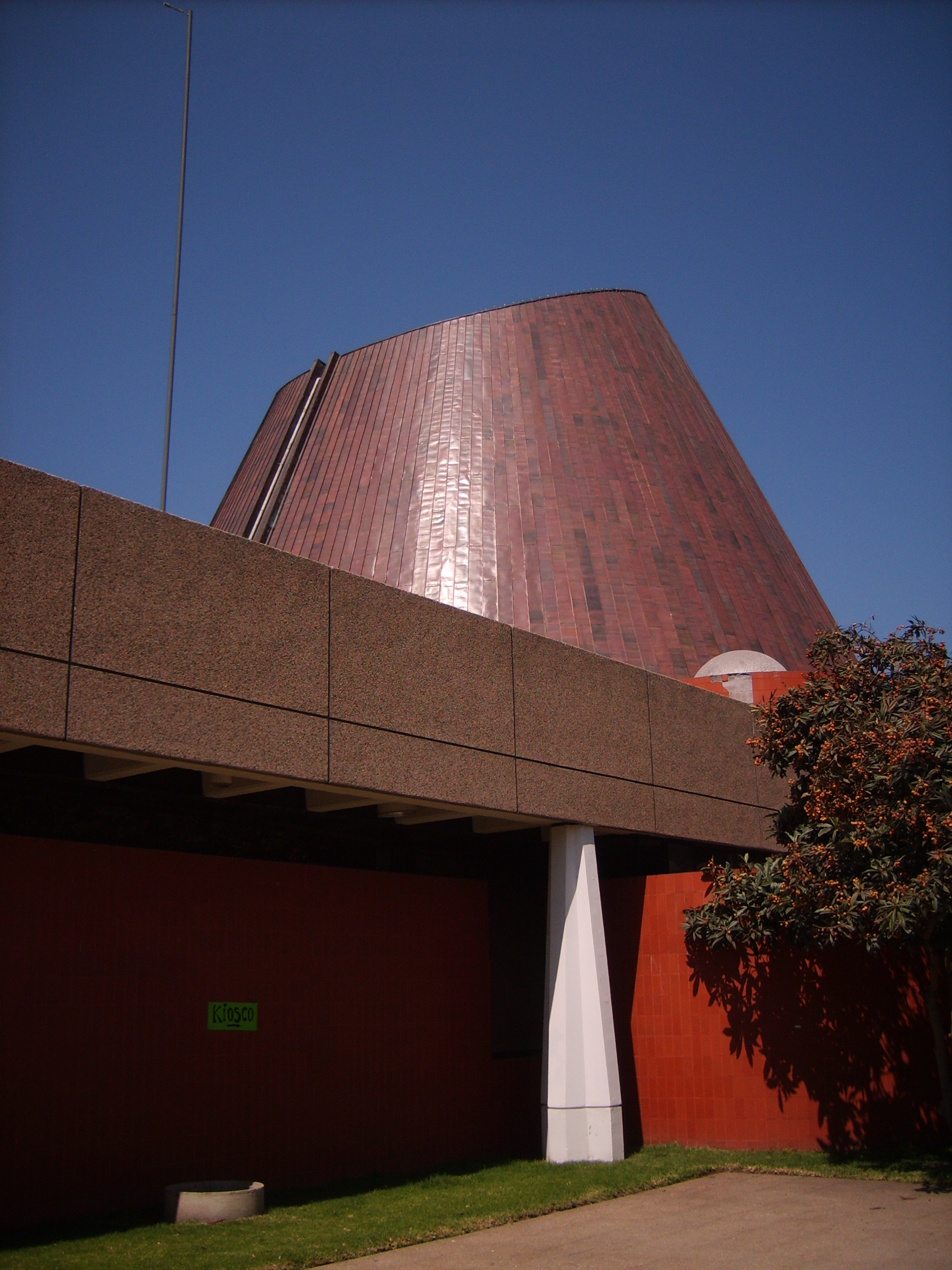
Planetario Chile.

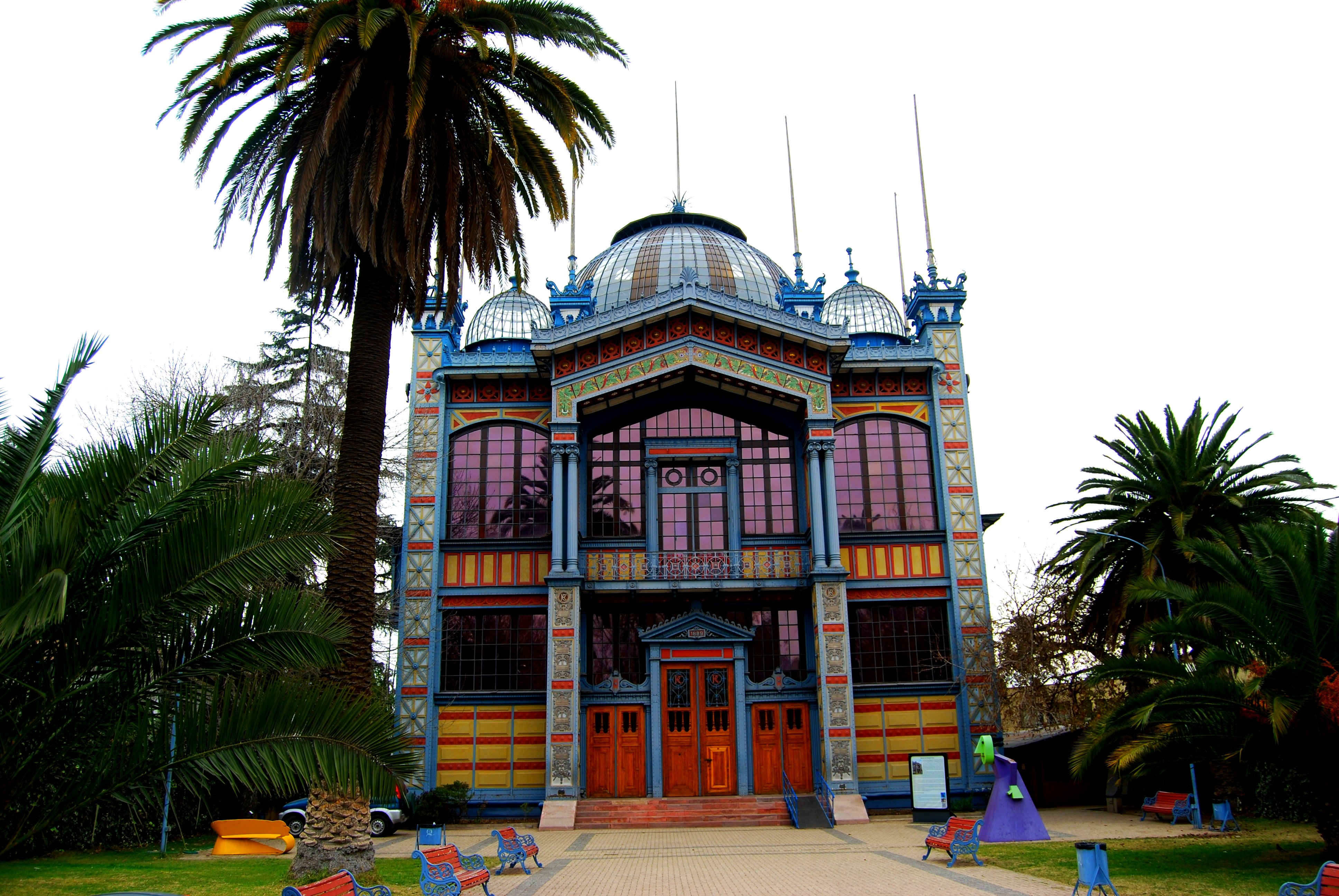
Pabellón París.

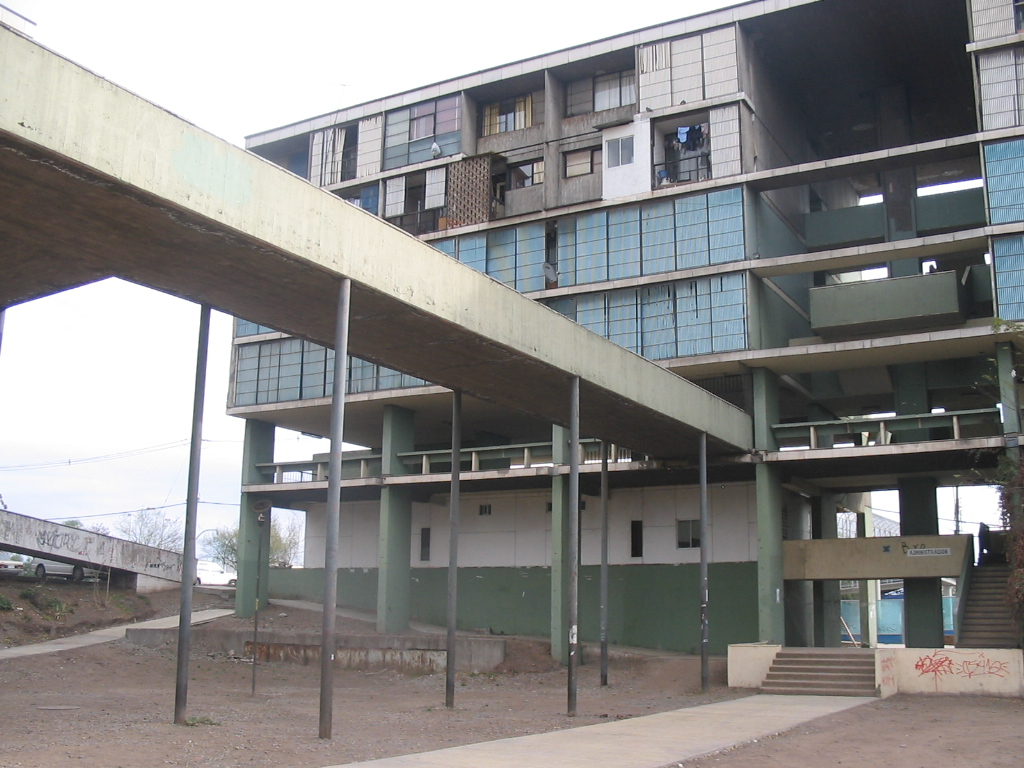
Unidad Vecinal Portales.

En la comuna se encuentra la Catedral Evangélica de Chile, la Universidad de Santiago de Chile, donde se encuentra enclavado el Planetario de Santiago, la planta central de la Compañía de Gas de Santiago (Gasco), el santuario de San Alberto Hurtado, la sede central del Hogar de Cristo, la sede principal del Centro de Tratamiento para Niños Minusválidos, obra de la famosa campaña de recolección a nivel nacional "Teletón" y los dos más importantes rodoviarios de Santiago (Terminal Alameda y Terminal Santiago) que conectan a la capital con el resto del país y de América del Sur.
Además de la emblemática Unidad Vecinal Portales, una de las grandes obras de la arquitectura chilena moderna, el barrio Pila del Ganso y la capilla de los Padres Carmelitas Descalzos, ícono de mediados del siglo XIX, el Centro Cultural Matucana 100 y el Museo Artequin, también encontramos la Decimosexta Compañía del Cuerpo de Bomberos de Santiago "Bomba Chile", ubicada en Av. 5 de abril 4944.
La comuna cuenta con la Corporación Cultural de Estación Central. En la esquina noreste de las calles Alameda y General Velásquez se desarrolla la actividad circense. El recorrido de los domingos Circuito Cultural Transantiago (122) posee la parada Estación Central, ubicada en la intersección de las calles Alameda y Enrique Meiggs, que sirve para visitar las instituciones culturales y el patrimonio del sector.
Estación Central cuenta con la colaboración de la Municipalidad de Santiago en la administración del Museo Artequin, por su mayor presupuesto.
Bibliotecas
- Biblioteca Dirección Meteorológica de Chile
- Biblioteca pública municipal de Estación Central (N.º 103)
- Biblioteca Viva Alameda

Centros culturales
- Centro Cultural Cocodrilo
- Centro Cultural de Estación Central
- Centro Cultural Matucana 100
- Centro Cultural, Social y Deportivo San Martín Club

Museos
- Museo Artequin
- Museo Casa de Moneda de Chile
- Museo de Autos Antiguos de Chile

Agrupaciones Ciclistas
- Piñón & Paz

Otros
- Aula Magna Usach
- Sala de cine "Estación" de la Universidad de Santiago
- Cine Hoyts Estación Central
- CinePlanet Plaza Alameda
- Club Deportivo y Cultural Katsumoto
- Espacio Ciencia, Arte y Tecnología Usach
- Paseo Nacional del Turismo
- Planetario Chile
- Sala de las Artes Víctor Jara

### Patrimonio
La comuna es rica en patrimonio cultural, contando con siete Monumentos Nacionales en total. De estos, seis son clasificados como Monumentos Históricos  y uno como Zona Típica. Además, la comuna posee varios Inmuebles de Conservación Histórica, Zonas de Conservación Histórica, e inmuebles de valor patrimonial.

#### Sector nororiente
Este sector alberga el Circuito Patrimonial Estación Central, el más significativo del sector surponiente de Santiago. Entre los inmuebles notables se encuentran la Catedral Evangélica de Chile, la Estación Central de Santiago y el Pabellón París, todos clasificados como MH. También encontramos la ex Dirección de Aprovisionamiento del Estado y la Dirección Meteorológica de Chile, ambos designados como Inmuebles de Conservación Histórica. El Conjunto Matucana, por su parte, está designado como Zona de Conservación Histórica. Entre los inmuebles de valor patrimonial (inmueble de valor patrimonial) figuran la Animita de Romualdito, la Casa de Moneda de Chile, las Casonas del Ministerio de Agricultura, la Pila del Ganso y la Unidad Vecinal Portales.

#### Universidad de Santiago de Chile
Dentro del campus de la Universidad, la Escuela de Artes y Oficios es un Monumento Histórico, mientras que la antigua casa patronal del fundo San José de Chuchunco, el auditorio José Abelardo Núñez, la Escuela de Aplicación República de Venezuela de la Normal José Abelardo Núñez, y las salas de la Escuela de Arquitectura, Facultad de Humanidades y Escuela de Filosofía son Inmuebles de Conservación Histórica. El Planetario Usach es un inmueble de valor patrimonial.

#### Sector suroriente
En este sector se ubica la Maestranza San Eugenio, clasificada como Zona de Conservación Histórica. Las instalaciones incluyen dos casas de máquinas, dos tornamesas, taller, bodega norte, bodega sur y chimenea industrial, todas designadas como Monumentos Históricos. Asimismo, cuenta con nueve piezas ferroviarias, también clasificadas como Monumento Histórico. La Población El Riel se encuentra catalogada como Zona de Conservación Histórica.

## Educación

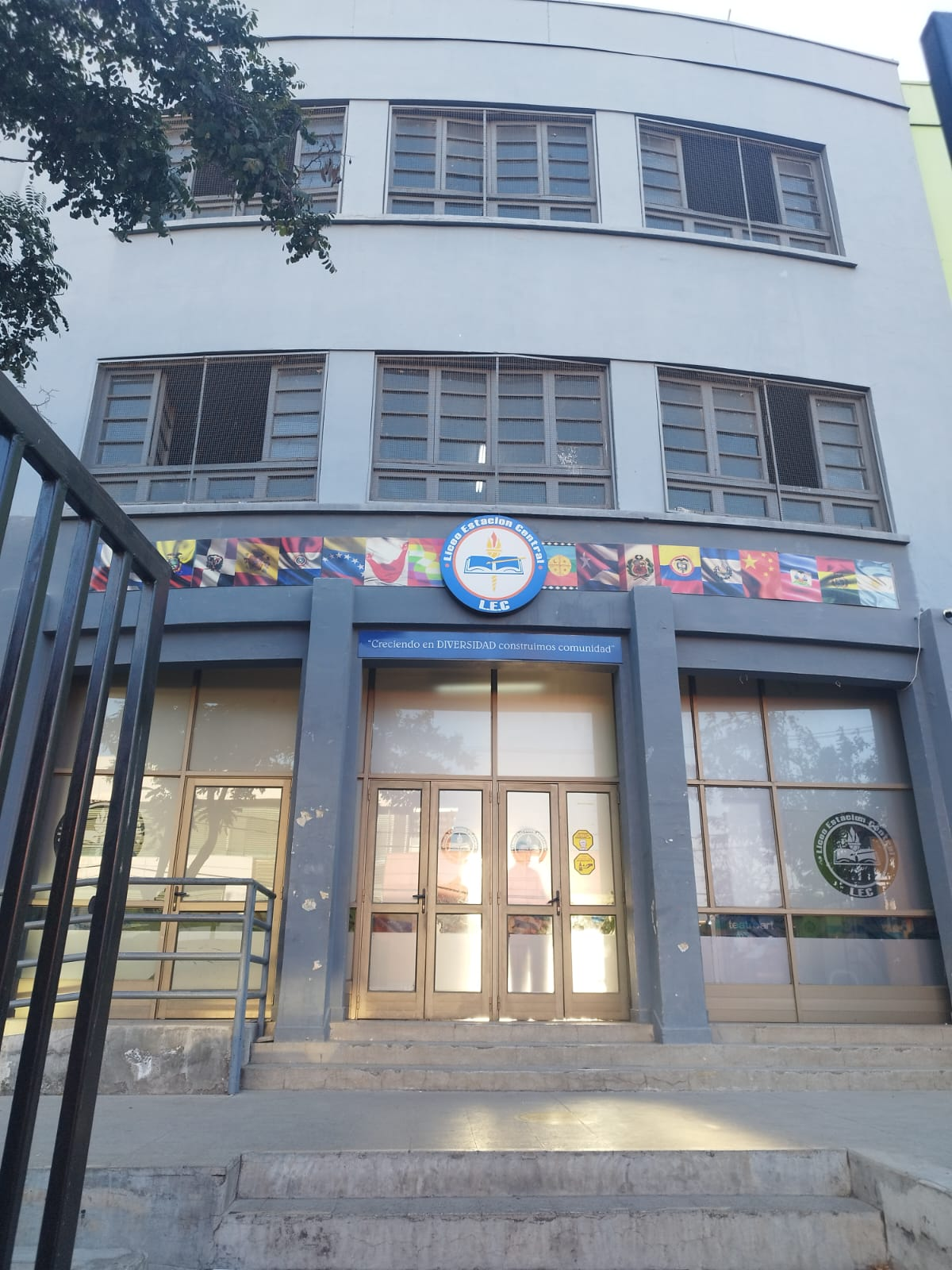
Fachada del Liceo Estación Central de la comuna homónima.

En Estación Central existen 15 establecimientos de educación municipal. Entre estos se encuentran los liceos Estación Central, Guillermo Feliú Cruz y Luis Gómez Catalán, así como distintas escuelas entre las que destacan la Escuela República de Austria, Escuela República de Francia, Escuela Unión Latinoamericana, Escuela Estado de Palestina, Escuela Arturo Alessandri Palma, entre otras. Así también, la comuna cuenta con diez jardines infantiles públicos.
De los establecimientos anteriores, solo cuatro poseen educación en sus niveles básica y media, mientras que el resto solo poseen educación básica. Los jardines infantiles solo se enfocan en la educación pre-básica.
En el marco del nuevo Sistema de Educación Pública creado mediante la promulgación de la ley N° 21.040 en el año 2017, se crea la figura de los Servicios Locales de Educación Pública (SLEP). Hasta la fecha, los establecimientos de educación pública de la comuna de Estación Central se encuentran en transición a este nuevo sistema que comenzó a operar de forma definitiva desde enero de 2025. En el caso de la comuna, el SLEP Santa Corina es quien se hace cargo del correcto funcionamiento integral de la educación municipal.

## Transporte
La comuna de Estación Central tiene como principal arteria vial a la avenida Alameda, por lo que diariamente pasan muchos de los servicios troncales y alimentadores de Transantiago. Cuenta con 5 estaciones del Metro de Santiago de la Línea 1 del Metro de Santiago que cruzan la comuna:
: Estación Central, Universidad de Santiago, San Alberto Hurtado, Ecuador, Las Rejas
Además, desde la misma Estación Central salen los servicios ferroviarios de cercanías Tren Nos-Estación Central hacia la comuna de San Bernardo, y los servicios suburbanos del Tren Rancagua-Estación Central hacia la capital homónima de la Región de O'Higgins.
La comuna pertenecía a la Zona I del Transantiago. Actualmente es abastecida por los recorridos de las unidades de negocio 2, 3, 5 y 6 del mencionado sistema. 
Por la comuna transitan los siguientes servicios de buses:
| - 101: Recoleta - Cerrillos - 102: (M) Las Rejas - Mall Plaza Tobalaba - 105: Renca - Lo Espejo - 106: Nueva San Martín - La Florida - 107: C. Empresarial - Av. Departamental - 109: Renca - Maipú - 109n: Plaza Italia - Maipú - 120: Renca - (M) La Cisterna - 210: Estación Central - Puente Alto - 210v: Estación Central - Av. México - 210e: Estación Central - Puente Alto - 345: Lo Espejo - Alameda - 385: Villa Francia - Mall Florida Center - 401: Maipú - Las Condes - 404: El Descanso - Mapocho - 404c: El Descanso - (M) Las Rejas - 405: Maipú - Cantagallo - 407: Enea - Las Condes - 412: (M) San Pablo - La Reina - 413c: Av. Portales - (M) Las Rejas - 418: Enea - Av. Tobalaba - 419: Villa Los Héroes - Plaza Italia | - 421: Maipú - San Carlos de Apoquindo - 423: Nueva San Martin - Plaza Italia - 424: Pudahuel Sur - (M) U. de Chile - 431c: Nueva San Martín - (M) Las Rejas - 432N: Maipú - La Reina - 481: Plaza Italia - Av. Portales - 506: Maipú - Peñalolén - 506e: Maipú - Peñalolén - 506v: Villa El Abrazo - Peñalolén - 509: Maipú - Mapocho - 510: Pudahuel Sur - Rio Claro - 511: Cerro Navia - Peñalolén - 514: Enea - San Luis de Macul - 516: Pudahuel Sur - Las Parcelas - 541N: El Tranque - Colón - 546e: Villa El Abrazo - Vitacura - B26: (M) Los Libertadores - (M) Estación Central - B28: Huamachuco - (M) Estación Central - I01: Villa Los Héroes - Hospital San Borja Arriarán - I02: Rinconada - (M) Laguna Sur - I03: Villa Los Héroes - (M) Las Rejas - I03c: Valle Verde - (M) San Alberto Hurtado - I04: Villa El Abrazo - (M) San Alberto Hurtado | - I08: Mall Arauco Maipú - (M) San Alberto Hurtado - I08N: La Farfana - Alameda - I09: Rinconada - (M) Universidad de Chile - I09c: Rinconada - (M) Las Rejas - I09e: Rinconada - (M) Universidad de Chile - I10: Villa Los Héroes - USACH - I10N: Villa Los Héroes - Alameda - I13: Villa Los Presidentes - (M) San Alberto Hurtado - I14: Mall Plaza Oeste - Estación Central - I16: Población Santiago - Ferrocarril - I17: Villa Francia - Hospital San Juan de Dios - I18: Rinconada - (M) ULA - J02: (M) ULA - Enea - J05: (M) ULA - Costanera Sur - J10: San Daniel - Parque de Los Reyes - J13: (M) Estación Central - Costanera Sur - J16: (M) Estación Central - Costanera Sur - J19: (M) Quinta Normal - Pudahuel Sur |